# Пабло Пуйоль
Па́бло Пуйо́ль Леде́сма (ісп. Pablo Puyol Ledesma; нар. 26 грудня 1975, Малага, Андалусія, Іспанія) — іспанський актор, танцюрист, співак.

## Загальні відомості
Пабло Пуйоль народився у Малазі.
Почавши з вивчення біології, він згодом перейшов ди вивчення драматичного мистецтва у Вищій школі драматичного мистецтва в Малазі (Escuela Superior de Arte Dramático de Málaga).
Його дебют як професійного актора відбувся в Мадриді в мюзиклі  «Бріолін». Знявся в декількох телесеріалах та короткометражних фільмах перш ніж завдяки своїм вокальним даним і талантам танцівника приєднатися до відомого телевізійного серіалу каналу «Антена 3» «Танці під зірками» (Un paso adelante) про школу сценічних мистецтв.
Зіграв кілька ролей в кіно: роль Асьє в «У поганій компанії» (En malas compañías, 2000); Рауль в комедії «20 сантиметрів», який завоював багато призів на Міжнародному фестивалі у Малазі;  «Підпільники» (Clandestinos, 2007).
2005 року записав дебютний альбом як співак.
6 лютого 2014 року він з'явився в якості гостя в іспанській версії шоу «Tu cara me suena» (українська версія «Як дві краплі»). 29 липня 2015 року взяв офіційну участь у четвертому сезоні цього шоу, де зайняв третє місце.